# Acritus eichelbaumi
Acritus eichelbaumi är en skalbaggsart som beskrevs av Heinrich Bickhardt 1911. Acritus eichelbaumi ingår i släktet Acritus och familjen stumpbaggar. Inga underarter finns listade i Catalogue of Life.